# NGC 4580
NGC 4580 este o liner situată în constelația Fecioara. A fost descoperită în 2 februarie 1786 de către William Herschel. Se află la o distanță de 17,14 megaparseci de Pământ.